# Cyril Dessel
Cyril Dessel (Rive-de-Gier, 29 novembre 1974) è un dirigente sportivo ed ex ciclista su strada francese.
scalatore abile anche in discesa, ha corso come professionista dal 2000 al 2011, vincendo una tappa al Tour de France 2008, Dal 2018 è direttore sportivo del team AG2R Citroën.

## Carriera
Passato professionista nel 2000 con la Jean Delatour, nel 2003 si trasferì alla svizzera Phonak e nel 2005 alla AG2R Prévoyance. Nel 2006 vinse il Giro del Mediterraneo, arrivò secondo in una tappa del Tour de France e vestì per un giorno la maglia gialla di leader della classifica generale. Finì quel Tour de France al settimo posto della classifica (poi sesto in seguito alla squalifica per doping di Floyd Landis). Nel prosieguo di stagione fece suo anche il Tour de l'Ain a tappe.
Nel 2008 si aggiudicò la sedicesima tappa del Tour de France da Cuneo a Jausiers al termine di una lunga fuga. Nello stesso anno aveva vinto anche una frazione alla Volta Ciclista a Catalunya e si era piazzato sesto al Giro del Delfinato.
Si è ritirato dalle corse al termine del 2011. Dal 2018 ricopre il ruolo di direttore sportivo del team AG2R Citroën, sua ultima squadra, affiancando Vincent Lavenu.

## Palmarès
- 2000 (Jean Delatour, una vittoria)

GP Ostenfester
- 2006 (Ag2r, quattro vittorie)

4ª tappa Tour Méditerranéen (Saint-Laurent-du-Var > Mentone)
Classifica generale Tour Méditerranéen
1ª tappa Tour de l'Ain (Pont-de-Vaux > Arbent)
Classifica generale Tour de l'Ain
- 2008 (Ag2r, tre vittorie)

5ª tappa Quattro Giorni di Dunkerque
2ª tappa Volta Ciclista a Catalunya
16ª tappa Tour de France

### Altri successi
- 2006 (Ag2r)

Classifica a punti Tour de l'Ain

## Piazzamenti

### Grandi Giri
- Giro d'Italia

2011: 99º
- Tour de France

2002: 113º
2006: 6º
2007: ritirato
2008: 28º
2009: ritirato
- Vuelta a España

2000: 99º
2003: ritirato
2006: ritirato
2011: 60º